# Za wami pójdą inni
Za wami pójdą inni – polski dramat wojenny z 1949 roku w reżyserii Antoniego Bohdziewicza, który ukazuje działalność lewicowego podziemia. 

## Fabuła
Lata 40. XX wieku, okupowana Warszawa. Tajna drukarnia Gwardii Ludowej zostaje zlikwidowana przez hitlerowców. Doświadczony zecer Artur otrzymuje zadanie zorganizowania grupy bojowników, którzy będą się trudnili drukowaniem oraz kolportażem. Podczas trwania tajnego nauczania Władek poznaje Annę, która zakochuje się w nim i postanawia przyłączyć się do PPR-owskiego ruchu oporu. Niemcom udaje się namierzyć drukarnię i rozpocząć szturm.

## Obsada
- Ewa Krasnodębska – Anna
- Celina Klimczakówna – zecerka Katarzyna
- Władysława Nawrocka – Janka
- Jan Ciecierski – metrampaż, zegarmistrz Konstanty
- Adam Hanuszkiewicz – Władek
- Zdzisław Karczewski – "Hiszpan", kierownik akcji
- Józef Kostecki – Jakub, uciekinier z getta
- Adam Kwiatkowski – "Spryciarz"
- Lech Madaliński – zecer Artur, szef drukarni
- Władysław Staszewski – dozorca Feluś
- Maria Dąbrowska
- Janina Draczewska
- Halina Głuszkówna
- Wanda Jakubińska – znajoma matki Anny
- Maria Krawczykówna
- Janina Macherska
- Walentyna Miedwiediew
- Wanda Szczepańska
- Halina Taborska
- Henryk Borowski – profesor Brzozowski
- Feliks Chmurkowski – ojciec Anny
- Adam Cyprian – treuhander Georg Kunkel
- Bronisław Dardziński
- Bronisław Darski – chłop przewożący broń
- Marian Dąbrowski
- Roman Dereń
- Zbigniew Filus – kierownik biura handlowego
- Władysław Grabowski
- S. Kardas, Henryk Kurowski
- Jerzy Merunowicz
- Kazimierz Opaliński – antykwariusz
- Czesław Piaskowski
- Józef Pilarski – krawiec
- Wojciech Pilarski – Niemiec na wozie
- A. Połoński
- Igor Śmiałowski – gość na urodzinach Anny
- Henryk Szwajcer
- Andrzej Więckowski
- Stanisław Włodek – partyzant Pietrek
- Janusz Ziejewski – gestapowiec
- Maria Kędzierska
- Zdzisław Nardelli – zamachowiec
- Jan Marcin Szancer – stolarz trumien